# Ларкен, Шейла
Ше́йла Ла́ркен (англ. Sheila Larken; 24 февраля 1944, Бруклин, Нью-Йорк, США) — американская актриса. В период своей кинокарьеры в 1967—2002 года Шейла сыграла в 63-х фильмах и телесериалах. Ларкен наиболее известна по своей последней работе в кино — по роли Маргарет Скалли из телесериала «Секретные материалы» (1994—2002).
Шейла замужем за режиссёром и продюсером этого сериала Р. В. Гудвином, от которого у неё есть двое детей.

## Избранная фильмография
| Год       |   | Русское название      | Оригинальное название   | Роль             |
| --------- | - | --------------------- | ----------------------- | ---------------- |
| 1979      | с | Даллас                | Dallas                  | Присцилла Данкан |
| 1983      | с | Кегни и Лейси         | Cagney & Lacey          | Филлис Нельсон   |
| 1987      | с | Закон Лос-Анджелеса   | L.A. Law                | Дейдре Стэкпоул  |
| 1994—2002 | с | Секретные материалы   | The X-Files             | Маргарет Скалли  |
| 1997      | с | За гранью возможного  | The Outer Limits        | Фрэнсис Хантер   |
| 1998      | с | Полтергейст: Наследие | Poltergeist: The Legacy | Миссис Брукшайр  |
| 2016      | с | Секретные материалы   | The X-Files             | Маргарет Скалли  |